# Aulotarache subpallida
Aulotarache subpallida är en fjärilsart som beskrevs av W. Warren 1913. Aulotarache subpallida ingår i släktet Aulotarache och familjen nattflyn. Inga underarter finns listade i Catalogue of Life.